# Плюти (Підляське воєводство)
Плюти (пол. Pluty) — село в Польщі, у гміні Єдвабне Ломжинського повіту Підляського воєводства.
Населення — 136 осіб (2011).
У 1975-1998 роках село належало до Ломжинського воєводства.

## Демографія
Демографічна структура станом на 31 березня 2011 року:
|          | Загалом | Допрацездатний вік | Працездатний вік | Постпрацездатний вік |
| -------- | ------- | ------------------ | ---------------- | -------------------- |
| Чоловіки | 73      | 12                 | 53               | 8                    |
| Жінки    | 63      | 6                  | 41               | 16                   |
| Разом    | 136     | 18                 | 94               | 24                   |